# 3178 Йосіцуне
3178 Йосіцуне (3178 Yoshitsune) — астероїд головного поясу, відкритий 21 листопада 1984 року.
Тіссеранів параметр щодо Юпітера — 3,245.
Названо на честь Йосіцуне (яп. よしつね(義経)).